# Epicrates gracilis
Epicrates gracilis là một loài rắn trong họ Boidae. Loài này được Fischer mô tả khoa học đầu tiên năm 1888.